# Houssam Limane
Houssam Limane (sinh ngày 18 tháng 1 năm 1990) là một cầu thủ bóng đá người Algérie. Hiện tại anh thi đấu cho USM El Harrach ở Giải bóng đá hạng nhất quốc gia Algérie.